# Строматолит
Строматолѝт (от гр.: στρώμα /строма/ – „легло, слой“ и λίθος /литос/ – „камък“) – слоести варовикови образувания от натрупани отложения от микроорганизми, най-често включващи цианобактерии. Постройките придобиват разнообразни неправилни форми – конусовидни, куполовидни, колонообразни, често разклоняващи се. Фините слоеве съответстват на цикличността на жизнената дейност на организмите, които ги изграждат. Най-старите намерени строматолити са отпреди около 3,5 милиарда години в скалите Уарауона (Warrawoona) в Западна Австралия и представляват най-старите косвени фосили. Строматолитните комплекси от микроорганизми са били най-разпространени в късния архай и ранния протерозой. Днес подобни образувания са редки и се срещат предимно в много солените водоеми като Залива на акулите в Западна Австралия, където водата е прекалено солена за тревопасните животни и затова водорасловите съобщества процъфтяват.